# Diego Méndez de Salcedo
Diego Méndez de Salcedo (ur. 1472 w Zamorze, zm. 1536 w Valladolid) – hiszpański konkwistador, który podczas czwartej wyprawy Krzysztofa Kolumba do Ameryki na indiańskiej łodzi popłynął z Jamajki na Haiti na pomoc załodze wyprawy, która nie mogła wrócić do Hiszpanii.